# Alocasia amazonica
Espèce
Classification phylogénétique

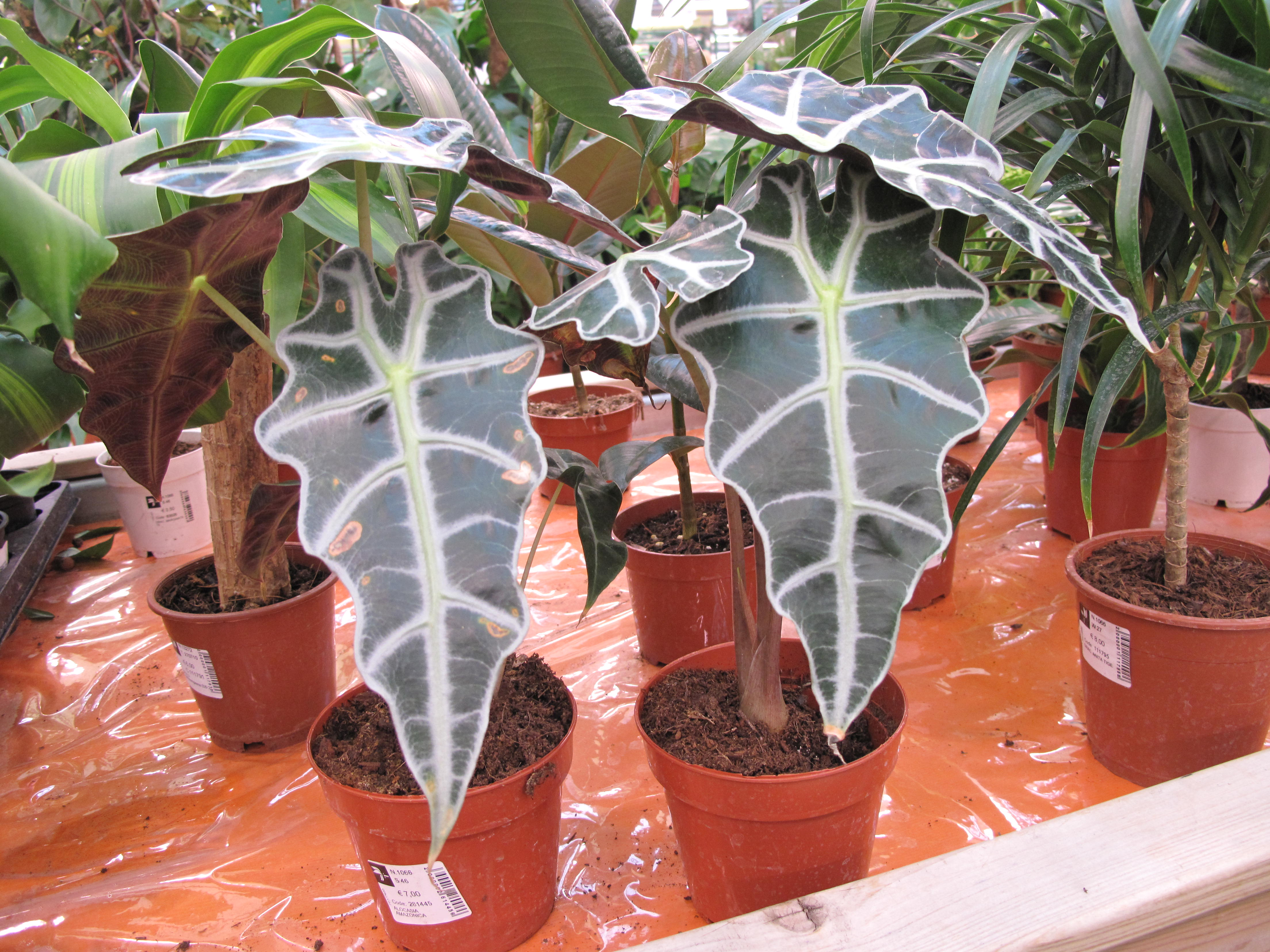

Alocasia × amazonica est une espèce de plante horticole hybride de la famille des Araceae.

## Origine
Alocasia longiloba Miq. × Alocasia sanderiana W.Bull